# Stuttgart Municipal Airport

i7
i11
i13
Der Stuttgart Municipal Airport (IATA-Code: SGT, ICAO-Code: KSGT)  liegt 11,6 km nördlich von Stuttgart, Arkansas in den USA.

## Geschichte
Im Oktober 1942 wurde nördlich von Stuttgart durch die United States Army Air Forces das Stuttgart Army Airfield eingerichtet. Dazu wurden zwei Start- und Landebahnen sowie Einrichtungen für insgesamt 6.000 Mann erbaut. Von Oktober 1942 bis Mai 1943 wurden Piloten auf dem Lastensegler Waco CG-4A ausgebildet, danach wurden Piloten, darunter auch Women Airforce Service Pilots an verschiedenen ein- und mehrmotorigen Flugzeugen ausgebildet. Außerdem diente die Liegenschaft als Kriegsgefangenenlager für deutsche und italienische Soldaten. Sie wurden als Produktionshelfer auf Farmen in der Umgebung eingesetzt. Im Dezember 1944 wurde der Betrieb eingestellt und das Gelände im August 1946 zunächst der War Assets Administration und schließlich 1949 der Stadt Stuttgart überschrieben. Von 1959 bis 1978 wurden jährlich Rennen durch den Sports Car Club of America auf dem entsprechend umgebauten Flugfeld ausgerichtet..
Heute wird der Flughafen für die Allgemeine Luftfahrt genutzt, insbesondere zur Jagdsaison. Darüber hinaus wird der Flughafen von der Air Force zur Pilotenausbildung genutzt. Während der Regierung von George W. Bush landete die Air Force Two mehrfach in Stuttgart für Jagdausflüge von US-Vizepräsident Dick Cheney.